# Thérapie centrée sur les émotions
 (avril 2019).
Si vous disposez d'ouvrages ou d'articles de référence ou si vous connaissez des sites web de qualité traitant du thème abordé ici, merci de compléter l'article en donnant les références utiles à sa vérifiabilité et en les liant à la section « Notes et références ».
La thérapie centrée sur les émotions ou Emotionally Focused Therapy (EFT) a été développée dans les années 1980 par Susan Johnson (en) et Leslie Greenberg (en). Greenberg et Johnson ont collaboré pour créer l'Emotionnally Focused Therapy, mais à la suite de divergences, Greenberg a initié l'Emotion Focused Therapy. En effet, il existe une distinction entre Emotionally Focused Therapy et Emotion Focused Therapy initié par Greenberg. Il s'agit d'une approche de psychothérapie individuelle, conjugale ou familiale inspirée de la théorie de l'attachement de John Bowlby. Selon cette approche, les problèmes de l'individu, du couple ou de la famille sont le résultat de dysfonctionnements liés à la régulation émotionnelle de chacun, conduisant à des cycles répétitifs de critiques, de comportements négatifs, et de conflits. 
La thérapie centrée sur les émotions ne doit pas être confondue avec les techniques de libération émotionnelle (Emotional Freedom Technique). De plus, étant donné que des relations sociales de bonne qualité ont un impact sur la santé et sur la longévité, il est important d'entretenir ces dernières. Ainsi, l'EFT représente un moyen par lequel il est possible de maintenir voire d'améliorer des relations sociales stables.

## Origine
La thérapie centrée sur les émotions a été développée dans les années 1980, sur la base des approches empiriquement fondées. C'est une approche thérapeutique centrée sur le changement des émotions. L’EFT a montré son efficacité en thérapie individuelle, familiale et de couple.
Le présupposé de l'EFT est que les émotions sont cruciales pour la construction et l'organisation de soi. Les émotions sont considérées comme un moyen adaptatif d'obtenir de l'information sur l'environnement de l'individu et le bien-être du sujet. L'émotion est donc impliquée dans les processus de hiérarchisation des buts et des besoins de l'individu. Par la suite, les chercheurs développent l'idée selon laquelle la régulation de nos émotions n'est pas toujours adaptée, que ce soit pour nous ou notre entourage, mais qu’elle remplit toujours une fonction. Dans cette approche, la thérapie va permettre au patient de modifier les comportements problématiques, afin de les remplacer par des comportements plus adaptés, remplissant la même fonction.
L'EFT prend donc ses origines à la fin du vingtième siècle aux États-Unis et se base sur les études scientifiques concernant les émotions.

## Principes théoriques
La thérapie centrée sur les émotions aide les individus à prendre conscience de leurs émotions. Elle repose sur une approche intégrative centrée sur la motivation, la cognition, le comportement et les interactions, mais l’émotion est considérée comme la voie principale du changement. L’EFT vise à aider les individus à « mieux identifier, expérimenter, accepter, explorer, donner un sens à, transformer et gérer de manière flexible leurs émotions ». Ainsi, au cours de la thérapie, les individus sont confrontés aux émotions qu’ils redoutent dans l’objectif de les transformer. L’EFT repose sur deux principes thérapeutiques majeurs : établir une relation thérapeutique empathique et faciliter un travail thérapeutique sur les émotions. Dans l’EFT, la thérapie est un processus de co-construction où l’individu et le thérapeute s’influencent mutuellement. Les méthodes de l’EFT permettent d’aider les individus à accéder à leurs émotions et besoins et à en prendre conscience. La discussion, la compréhension de l’origine ou la modification des croyances associées à une émotion, ne sont pas des conditions suffisantes pour la modifier. Pour cela, l’EFT s’axe sur l’acceptation, l’induction ou la transformation en une autre émotion. C'est une forme de thérapie centrée sur la personne, qui implique l’acceptation inconditionnelle du patient et l’empathie, afin d'instaurer un environnement sécure pour le patient.
Le thérapeute se focalise sur l’émotion pour avoir accès à ce qui nous pousse à agir (tendance à l’action) et aux besoins qui en sont à l’origine. Enfin, le thérapeute aide l’individu à suivre les émotions adaptatives et à modifier les émotions mésadaptées en activant des émotions plus adaptatives.
Greenberg et al. identifient en 1997 les marqueurs indiquant au thérapeute le type de problématique que rencontre le patient, et le type d’intervention à mener pour les régler : 
- Les réactions problématiques, renvoyant à des émotions ou des comportements non adaptées à des situations spécifiques (e.g., typiques des phobies). La technique d'évocation va être utilisée afin de repenser l'expérience, et de comprendre le sens implicite de la situation expliquant la réaction.
- Les sentiments de confusion à propos d'une expérience, où le patient n'arrive pas à définir le ressenti provoqué par cette expérience. Il faut pousser le patient à explorer les différents aspects de l'expérience, afin d'y apporter du sens.
- Les conflits scindés, où le patient est scindé en deux parties de lui-même qui se contredisent. Il faut amener plus d'acceptation chez le patient, qu'il puisse accepter que certaines parties de lui ne soient pas en accord avec le reste de ses représentations.
- Le rejet ou le déni d'une partie de soi, où le patient va lui-même rejeter/nier une partie de lui-même (qui lui fait honte par exemple). Il faut donner plus de place à ces parties que le patient rejette.
- Les histoires non résolues, que ce soit des ressentiments non réglés, de la rancune envers une personne, etc. Il faut évoquer ces ressentiments, afin d'accéder aux besoins sous-jacents qui n'ont pas été résolus/satisfaits.

Ainsi, même si l’EFT a comme but principal d’agir sur les relations à travers les comportements, les émotions restent le point central de la thérapie.

### Fonctionnement des relations interpersonnelles
L'intégration de la théorie de l’attachement dans la psychothérapie est soutenue par une vision relationnelle de la nature humaine, car bon nombre de problèmes présentés sont essentiellement liés à la régulation affective, vécus comme des luttes dyadiques avec autrui ou à l'intérieur de soi. Selon la théorie de l’attachement, lors de l'enfance, l'individu va développer un type d'attachement, selon le mode de régulation que ses figures d'attachement primaires (« primary caregivers ») vont lui fournir. Dans cette approche, on considère que l'enfant est encore trop vulnérable pour gérer ses émotions et les difficultés de l'environnement, et qu'en cas de difficultés, l'une des premières réactions que l'on va observer chez l'enfant est de se tourner vers ses figures d'attachement. Selon que ses figures d’attachement sont disponibles et répondent ou non aux besoins émotionnels, l’enfant développera différents types d'attachements.
On distingue quatre types d’attachements : 
- L'attachement « sécure » : les figures d'attachement sont disponibles et contenantes, l'enfant se sent en sécurité et peut se tourner vers ses caregivers en cas de difficultés sans craindre leurs réactions. Les besoins de l'enfant sont satisfaits. Par la suite, l'individu va développer un rapport équilibré vis-à-vis de ses liens d'attachement, les sollicitera de manière efficace et pertinente.
- L'attachement « insécure », qui peut prendre 3 formes de réponses : 
  - Attachement évitant : les figures d'attachement ne sont pas disponibles, et ne cherchent pas à contenir l'émotion de l'enfant, la réprime ou pousse à l'indépendance de l'enfant. L'enfant ne sera donc pas sécurisé dans ses rapports aux liens d'attachement et va développer des techniques d'évitement, qui le pousseront à se renfermer sur lui-même, ou à éviter ses liens d'attachement, en cas de problème.
  - Attachement anxieux : les figures d'attachement sont instables dans leur disponibilité et leur façon de contenir l'émotion de l'enfant. Peu à peu l'enfant va anticiper la séparation ou les difficultés, et sur-solliciter ses liens d'attachement afin de s'assurer leur soutien. Cette sur-exagération va se retrouver à l'âge adulte, où l'individu aura développé une angoisse d'abandon ou de perte des liens d'attachement.
  - Attachement désorganisé : ce type d'attachement va se caractériser par une inversion des rôles enfant/caregiver, où c'est l'enfant qui va répondre aux besoins de sécurisation de la figure d'attachement, pour s'assurer sa présence. La figure d'attachement n'assurera donc pas la satisfaction des besoins de régulation et de sécurité de l'enfant.

L'intérêt des théories de l'attachement dans les thérapies centrées sur l'émotion est que le type d'attachement développé à l'enfance va déterminer le type de régulation que l'individu va mettre en place pour gérer ses émotions. Ici, on va surtout considérer le couple et la famille comme un système, où la régulation d'un membre peut avoir des conséquences négatives sur lui-même ou sur les autres membres. Un individu évitant va, par exemple, avoir tendance à se replier sur soi-même pour gérer ses difficultés, et donc être moins disponible pour les autres membres du système.
L'EFT vise à aider des personnes qui ont un attachement non sécurisé pour leur permettre d’ajuster leurs comportements et mieux prendre en compte les besoins et attentes d’autrui, et (re)créer un attachement sécurisant. En effet, les schémas mésadaptés se trouvent être à l’origine de nombreux dysfonctionnements en termes de régulation émotionnelle, pouvant se traduire par une hyperactivation anxieuse, ou au contraire, par un désengagement et un évitement.
La théorie de l’attachement est au cœur de cette thérapie puisque le développement d’un lien sécure et d’une relation de confiance entre le thérapeute et le patient est un point-clé dans la réussite du traitement. C’est uniquement dans ce cadre-là que seront abordées efficacement les relations antérieures et actuelles mais aussi les relations que la personne entretient avec elle-même, faisant appel à des aspects souvent enfouis et intimes.
L'EFT étudie le fonctionnement des relations interpersonnelles sous la vision de la théorie de l’attachement, qui serait l’explication des origines des échanges (émotionnels ou pas) non adaptés.

### Approches systémiques
La 1re génération d'approches systémiques apparaît vers la fin des années 1940. La famille est vue comme un système qui fonctionne selon des règles qui régissent les façons d’interagir. Ce sont ces règles qui peuvent rendre le fonctionnement du système rigide. Il faut donc se centrer sur les cycles comportementaux et communicatifs qui perpétuent ces règles.
La 2e génération apparaît vers la fin des années 1970, basée sur les travaux de Von Foerster (1974) et sur la critique de l’objectivité en science, surtout lorsque l’observateur apporte lui-même sa subjectivité. Cette génération se concentre sur la verbalisation, la construction du monde du sujet basée sur l’expérience (les représentations ou croyances, pouvant être irrationnelles), et les écarts entre les deux.
La 3e génération se base sur les neurosciences, les théories de l’attachement et sur l’étude des interactions entre le système et la régulation émotionnelle individuelle (comment la régulation individuelle influe sur le système). Il est supposé que les stratégies de régulation individuelles peuvent avoir une fonction pour l’individu, mais qu’elles ne sont pas forcément adaptées au système dans lequel se place l’individu. Les préférences individuelles de régulation émotionnelle vont être déterminées par « les processus internes et externes qui interviennent dans le contrôle, l’évaluation et la modification des réactions émotionnelles » (Thompson, 1994). Ces processus vont moduler l’émotion, qui se caractérise selon deux dimensions : sa nature (ou « tonalité émotionnelle »), et sa « dynamique » (durée, intensité, habilité) (Thompson, 1990).
L'individu se développe donc dans un système dans lequel ses comportements, cognitions ou émotions peuvent ne pas être adaptés. Pour le thérapeute, l’analyse du système dans lequel l’individu se développe est donc primordiale.

### Principes de l'EFT
Les 5 principes de l'EFT sont les suivants :
1. La conscience : la thérapie doit passer par une amélioration des capacités de reconnaissance et de prise de conscience des émotions, en les nommant et les expérimentant afin de mieux les identifier, et de mieux les ressentir. Le fait de ressentir les émotions est un point central car cela permet aussi d'accéder à ce que nous dit l'émotion. Dans ce cadre, le thérapeute doit aider le patient à approcher, accepter, être plus tolérant et donner du sens à ses émotions, tout en recherchant leurs buts et les besoins qui les sous-tendent.
2. L'expression émotionnelle : où on se centre sur les émotions ressenties à propos de situations, en limitant l'évitement de l'expression des émotions douloureuses. Cela implique aussi de changer les stéréotypes et croyances à propos de l'expression des émotions (notamment en fonction du genre par exemple). Le but est d'augmenter la tolérance du patient envers les émotions douloureuses, jusque-là évitées.
3. La régulation émotionnelle : bien que la reconnaissance et l'expression des émotions soient importantes, il faut aussi veiller à réguler les émotions trop intenses. Cela passe d'abord par l'installation d'un environnement calme, sécure et empathique, au sein de la relation thérapeutique, que le patient pourra ensuite généraliser dans son environnement quotidien. Le thérapeute passe donc beaucoup par la relaxation, tout en insistant sur l'autonomie du patient, qui à terme doit développer ses capacités d'auto-relaxation et d'auto-compassion.
4. La réflexion : au-delà de nommer les émotions, il faut veiller à leur donner du sens au sein du vécu de l'individu. C'est une façon de repenser les expériences émotionnelles, dans le cadre de la narration du vécu personnel, afin de construire de nouvelles représentations et connaissances de soi.
5. La transformation : c'est le principe le plus important de ce type de thérapie, qui consiste à transformer les expériences émotionnelles négatives et non adaptées en émotions plus positives.

La thérapie centrée sur les émotions repose donc sur cinq principes : la conscience, l’expression émotionnelle, la régulation émotionnelle, la réflexion et la transformation.

## Étapes de la thérapie
Comme toutes les thérapies en psychologie, l’EFT a des étapes précises que le thérapeute doit suivre et ensuite adapter selon les besoins du/des patient(s). Une EFT se déroule en trois étapes qui se subdivisent elles-mêmes en plusieurs étapes :

### Étape 1: «Cycle désescalade»
1. Évaluation : créer une alliance thérapeutique entre le patient et le thérapeute et essayer d’expliquer les conflits (au sein du couple ou de la famille) en termes d’attachement.
2. Identifier le cycle : amener les personnes à décrire les interactions problématiques qui ne permettent pas d’avoir une sécurité dans l’attachement et qui sont à l’origine de la détresse dans leur relation.
3. Accéder aux émotions non acquises de chacun des individus
4. Recadrer le problème en termes de cycles, d'émotions sous-jacentes et de besoins d'attachement.

### Étape 2: Restructurer les interactions
1. Identifier les besoins d’attachement d’autrui (du partenaire ou du membre de la famille) et les intégrer dans les interactions.
2. Amener à l’acceptation (de la part de chaque membre) de la nouvelle manière d'interagir avec autrui.
3. Faciliter l'expression de besoins et désirs spécifiques et créer un engagement émotionnel. Cette sous-étape est cruciale car généralement, que ce soit en session ou à domicile, la liaison entre chacune des personnes se renforce.

### Étape 3: Consolidation / Intégration
1. Faire émerger des nouvelles solutions à des vieux problèmes relationnels.
2. Consolider des nouveaux cycles de comportements d’attachement entre chaque membre.

Dans cette étape finale, le thérapeute développe une réflexion sur l’expérience émotionnelle vécue et aide les patients à cristalliser cet apprentissage. Le contenu de chacune de ces étapes peut changer en fonction du type de thérapie.
L'EFT est donc composée de neuf stades qui se déroulent en trois grandes étapes : le cycle de désescalade, la restructuration des interactions et la consolidation.

## Types de thérapies centrées sur les émotions

### Thérapie individuelle
La thérapie centrée sur les émotions pratiquée dans un cadre individuel se concentre sur la personne et sur ses liens d’attachement avec son entourage, ses schémas négatifs (qu’elle a développé au cours de ses interactions passées), ainsi que sur ses stratégies de régulation émotionnelle (qu’elle aura mis en place pour répondre à son environnement).
Elle se déroule en deux grandes étapes. Premièrement, les schémas de régulation émotionnelle sont identifiés et les émotions sous-jacentes intensifiées. Dans un second temps, l’objectif est d’adapter les expériences émotionnelles afin de convertir les schémas dysfonctionnels en liens interpersonnels sécures.
Dans la psychothérapie individuelle, on retrouve trois niveaux de relation d’attachement actifs : (1) la relation patient-thérapeute, (2) les relations présentes et/ou passées du patient qui continuent à avoir un impact sur les processus dyadiques présents et internes (3), entre des parties opposées ou des stratégies d'attachement concurrentes (Johnson, 2009).
L’intégration de la thérapie de l’attachement dans la psychothérapie individuelle, telle que présentée dans l'article de Johnson (2009), créée une alliance thérapeutique refuge, qui constitue le cœur à partir duquel se forme la régulation des émotions et des liens sécurisés avec les autres. Une thérapie individuelle centrée sur l’émotion dans une approche expérientielle/systémique basée sur l’attachement montre que « l’amour n’est pas seulement une fin en thérapie, c’est aussi le moyen par lequel chaque but est atteint » (Lewis et al., 2000).

#### Technique de self-narration
La technique d'auto-narration permet au patient de trouver du sens. En effet, Baumeister et Newman conçoivent l’auto-narration comme la description du parcours personnel du patient, qui mène à établir une chronologie précise des événements qui auraient pu conduire aux conflits actuels.
Angus et Greenberg ont mis au point un modèle dialectique-constructiviste composé de plusieurs phases qu’ils ont intégrées dans la thérapie centrée sur l’émotion. Ainsi, les patients co-construisent avec le thérapeute durant les différentes phases de la thérapie des récits auto-narratifs de leurs vies.
Par ailleurs, le modèle dialectique-constructiviste de l’EFT n’est efficace seulement si le patient tient un discours qui a du sens pour lui.
Ce modèle peut être associé à la technique du Narrative Assessment Interview (NAI), élaboré par Hardtke et Angus. C’est un protocole constitué d’un entretien semi-directif bref, à réaliser après la première séance de la thérapie, la dernière séance et six mois après la fin de la thérapie. Le NAI sert à évaluer les changements se produisant dans l’auto narration du patient au fil du temps et par conséquent juger l’efficacité de la thérapie (l’EFT basée sur le modèle dialectique-constructiviste).

### Thérapie de couple
Cette thérapie s’inscrit dans un modèle comportementaliste. Pour Johnson et Greenberg (1987), « dans les théories expérientielles, ce n’est pas le ressenti ou les besoins qui posent problème, mais le déni et le rejet de tels ressentis/besoins ». À la différence du coaching relationnel, dans le cadre des thérapies EFT, chaque partenaire a les compétences relationnelles nécessaires au bon fonctionnement du couple, il faut donc dénouer les cercles vicieux de comportements négatifs, afin de mettre en place une interaction plus positive.

#### Procédure
La thérapie comprend en moyenne 8 à 15 séances, les premières servant à faire l’anamnèse et l’évaluation de la relation, les dernières étant plus espacées pour marquer la fin de la thérapie. La thérapie comprend 9 étapes, dont chacune est abordée au fur et à mesure des avancées de la thérapie :
1. Délimiter les issues possibles du conflit au sein du couple.
2. Identifier le cycle d'interaction négative.
3. Accéder à un sentiment non reconnu.
4. Recadrer le problème en termes de sentiments sous-jacents.
5. Promouvoir l'identification avec les besoins discutés et les aspects de soi.
6. Promouvoir l’acceptation de l’expérience du partenaire.
7. Faciliter l'expression des besoins et des désirs.
8. Faciliter l’émergence de nouvelles solutions.
9. Consolider les nouvelles positions.

Dans ces différentes étapes, bien que l’on puisse à certains moments, favoriser l’un ou l’autre, il faut veiller à garder les deux perspectives entremêlées, à savoir le vécu personnel et l’interaction entre les deux partenaires.*
Les premières séances servent à évaluer le rôle de chacun dans les relations conflictuelles, et les processus de l’interaction qu’il faut changer. Cela implique deux sessions de groupe, et une individuelle pour chaque partenaire. La session individuelle est là pour approfondir la perception du partenaire au sujet de la relation, le niveau d’engagement, ainsi que l'instauration de l’alliance thérapeutique. Cela peut aussi être l’occasion de poser certaines hypothèses concernant les mécanismes de chacun et les vécus émotionnels sous-tendant les problèmes relationnels. Les premières sessions groupales se centrent sur l’histoire de la relation, les problèmes relationnels, les mécanismes de l’interaction, et la pertinence de la thérapie dans le contexte, notamment en évaluant les contre-indications.

#### Principes
Il est nécessaire pour le bon déroulement de l'EFT de respecter certains principes fondamentaux :
- Les interactions négatives sont maintenues par les réponses complémentaires de chacun, l’organisation du couple et la dominance du vécu émotionnel négatif.
- Il faut partir des comportements problématiques pour redéfinir l’interaction, donner plus de clarté aux besoins/désirs de chacun, tout en passant par la validation et la reconnaissance du thérapeute.
- Se centrer sur le présent de la relation plutôt que le passé. Ce sont les émotions qui motivent les comportements. Il faut donc se centrer sur les émotions pour amener le changement.
- L'EFT se centre sur le développement de nouveaux modes de réponses émotionnelles et d’interaction, plutôt que de créer de nouvelles compétences. L’interaction changera dès lors que l’individu fera une nouvelle expérience de lui-même, et de son partenaire.
- Se centrer sur les besoins de sécurité et d’attachement, par l’accessibilité et l’adaptation.
- La réponse (responsiveness) doit donc passer par les capacités à répondre aux besoins de son partenaire, plutôt que de donner en attente de récompense.

Les outils principaux du thérapeute vont être le questionnement et la reformulation, axés sur la recherche et la mise en évidence des vécus émotionnels. L’interprétation d’un comportement peut être nécessaire, mais toujours dans l’optique de trouver le besoin émotionnel qu’il remplit.

#### Objectifs
La thérapie conjugale sert 3 objectifs : (1) résoudre les difficultés du couple ; (2) résoudre les difficultés familiales, en tant que système ; (3) résoudre les symptômes individuels par le biais du couple. Pour Johnson et Greenberg (1987), le but de l’EFT dans ce type de thérapie est « d’avoir accès, d’exprimer et changer les réponses émotionnelles de chaque partenaire afin de les repositionner dans une interaction plus communicante ». Le thérapeute doit donc être attentif au vécu de chacun, instaurer un climat d’écoute et d’acceptation au sein du couple, afin de faire l’aller-retour entre le ressenti de chaque partenaire et l’interaction entre les deux, dans le but de renouer le dialogue et repositionner chacun par rapport au ressenti de l’autre.

#### Cercles vicieux relationnels
L’interaction entre les ressentis des deux partenaires sont analysés en termes de comportements et de réponses, donc par l’analyse des processus et de la structure de la relation. Dans ce cadre, des comportements négatifs peuvent être observés à l’encontre du partenaire, entraînant à son tour une réponse négatives. À terme, les partenaires peuvent généraliser ce mode de fonctionnement et peuvent rencontrer des difficultés à communiquer sainement : c’est le cercle vicieux relationnel. Les cercles vicieux de comportements négatifs/attaques/conflits ne sont plus analysés en termes d’hostilité mais de besoin de contact, de « désespoir ». Pour Johnson et Greenberg, le thérapeute est là pour pousser les partenaires à analyser ce cercle vicieux, voir les comportements de chacun renforçant ce fonctionnement, et surtout observer les conséquences en termes de souffrance chez chaque partenaire.

#### Besoins
Dans l’EFT, pour approcher et résoudre ces cercles vicieux et les comportements négatifs qui les constituent, il faut analyser les buts de ces comportements. En accord avec les théories évolutionnistes du comportement, les comportements négatifs au sein du couple vont avoir un but autre que celui de répondre ou provoquer une souffrance (le besoin de contact, de sécurité, de soutien, de réassurance, etc.). Ces besoins, au sein de ce mode de fonctionnement, ne sont pas visibles et exprimés par les partenaires, ce qui engendre d’autres comportements négatifs, qui ont eux pour fonction de réguler ces besoins. Il y a donc à comprendre que la régulation émotionnelle de chacun, par ses conséquences sur le partenaire, va renforcer ce cercle vicieux, ce qui ne laisse aucune place à des comportements d’expressions ou de régulation commune de ces besoins. C’est en exprimant ces besoins, par d’autres formes de réponses, que le système de communication peut être rétabli.

#### Indications et contre-indications
L'EFT, dans le cadre conjugal, peut être proposé dans différents contextes : une insatisfaction générale du couple, un manque d’intimité, ou des problèmes de lutte de pouvoir, de blâme, ou de retrait émotionnel. La thérapie conjugale peut être utilisée pour traiter des symptomatologies individuelles (dépression, phobies, etc.). Elle doit être utilisée uniquement auprès de couples souhaitant restructurer leur relation. Elle peut être contre-indiquée en cas de violences conjugales, en cas de divorce, lorsque les deux conjoints sont trop en retrait émotionnellement ou n’ont pas la volonté de rétablir une relation conjugale.
Au-delà de la simple résolution des conflits conjugaux, les thérapies de couple influent tout autant sur les problématiques familiales et individuelles. Elles s'appuient sur la relation qu’entretiennent les deux partenaires et peuvent être approchées de diverses manières selon la façon dont le lien est conceptualisé.
D’après l’approche comportementale, les relations s’appuient sur l’idée d’une négociation cherchant un point d’équilibre entre les bénéfices apportés par le partenaire et les efforts employés pour les obtenir. Selon Goffman (1961), contrairement aux échanges économiques s’appuyant sur un ratio coût-bénéfice équitable supporté par un contrat, les relations sociales sont motivées par un quelque chose de plus symbolique qui est le besoin de partager une relation avec l’autre. Pour que ces dernières se déroulent de manière harmonieuse, Weiss (1978) avance l’utilité de règles et de rationalité afin de contrer les problématiques comportementales qui sont au cœur des conflits de couple. Le thérapeute utilisant ce type d’approche a pour rôle d’apprendre à chacun des partenaires un moyen de communication plus efficace et guidé par des règles bien définies. Pourtant, les auteurs Jacobson, Folette et Elwood (1984) pointent une efficacité relativement limitée à certains couples. Une des raisons qui pourrait être soulevée est que dans toutes relations et particulièrement les relations de couple, la notion de soi est fondamentale. La simple rationalité ne semble pas être le moyen le plus adéquat pour traiter une dimension aussi complexe que celle de l’identité.
Contrairement à cette dernière approche, l’approche psychodynamique se concentre essentiellement sur l’individu et qui considère les relations comme l’expression des conflits intrapsychiques et contenus inconscients. Cette perspective appelle à une prise de conscience et à la résolution des problématiques individuelles afin d’atteindre les relations conjugales.
Toujours centrée sur l’individu, une nouvelle approche a vu le jour, mettant de côté les névroses pour se concentrer sur les émotions et la raison de leur apparition : les approches expérientielles. Parmi elles, l’EFT est celle qui a connu le plus de succès. Cette thérapie propose notamment de restructurer les relations en s’appuyant sur l’émotion. Comme le décrit Bowlby dans sa théorie de l’attachement, les relations sont considérées comme des liens émotionnels guidés par la recherche de proximité et de sécurité, un besoin primaire qui s’exprime, dans un premier temps, envers les parents. Cette première expérience semble être nécessaire pour appréhender les liens émotionnels établit à l’âge adulte. Le parallèle a pu être établi entre les relations parentales et les relations conjugales aux vues des similarités au niveau du processus de séparation-rattachement réveillant un désir de proximité avec l’autre. Deux facteurs-clés ont ainsi été mis en évidence dans les relations conjugales : l’accessibilité et la sensibilité, qui contribuent à l’établissement d’un lien sécure. Cette notion de sécurité est la première à être abordée dans la thérapie de couple. Dans un second temps, s’intéresser aux désirs et aux besoins de chacun des partenaires représente une étape clé dans la restructuration et le rééquilibrage d’une relation de couple par l’amélioration de la compréhension de l’autre.
Les thérapies centrées sur les émotions semblent être particulièrement appropriées pour ce type de problématique, en sachant que les relations conjugales s'appuient exclusivement sur un lien affectif. La modification de l’expérience émotionnelle devrait pouvoir entraîner à long terme la résolution comportementale des conflits de couple.
Finalement, l’efficacité de chacune de ces approches dépendra des problèmes rencontrés dans la relation et des moyens à employer pour y faire face.
Avec des procédures, des principes et des objectifs précis, la thérapie la plus courante de l’EFT est donc la thérapie de couple.

### Thérapie familiale
La thérapie familiale se base sur la 3e vague systémique et se centre sur la façon dont la régulation individuelle influe sur le système. Les stratégies de régulation de chaque membre peuvent avoir une fonction pour l’individu qui les met en place, mais n’est pas forcément optimale pour le reste de la famille. Dans l’utilisation et l’apprentissage de la régulation émotionnelle, il faut replacer l’individu dans sa famille, dans son système initial, en considérant le rôle de chaque membre et en prenant en compte les interactions de l’individu avec chaque membre du système, selon un processus bidirectionnel, ou d’interaction réciproque. Ainsi, pour régler les différends familiaux et instaurer une meilleure communication, de la même manière que dans la thérapie conjugale, il va falloir replacer chaque individu dans le système, les besoins et attentes de chacun, leur façon personnelle de réguler les émotions et les conséquences dans le système. Selon les travaux de Guzenhauser et al. (2014), en plus de l’interaction, d’autres facteurs (les pratiques parentales, le soutien familial, le climat émotionnel, les caractéristiques de l’enfant, etc.) pourraient avoir un effet direct ou indirect sur l’apprentissage et l’utilisation de ces stratégies de régulation.

#### Procédure
Lors des séances, il est crucial d’analyser les modes de régulation de chacun, surtout ceux des parents, afin de pouvoir fixer des objectifs quant à la modification des mécanismes de réponse, de régulation et de communication :
- L’agression verbale : soit envers les enfants, soit au sein du couple, soit les deux. L'agression verbale peut être un moyen de gérer une émotion négative, l’individu blesse autrui, sans prendre en compte les blessures faites. C’est une forme de négation de l’altérité, ou « déni de la subjectivité de l’autre », qui peut provoquer une faible estime de soi, une escalade de violence, un climat d’insécurité pour celui qui subit ces attaques répétées. Les différentes émotions (colère, honte, culpabilité) peuvent souvent cacher une peur sous-jacente, qui correspond à la marque du trauma.
- La réévaluation cognitive : peut être adaptative et efficace pour l’individu, mais peut aussi générer un sentiment d’incompréhension chez les autres membres de la famille, ce qui implique qu’il faut pousser l’individu à accepter l’émotion de l’autre.
- La rumination : cache souvent de la peur, un sentiment d’injustice, d’incompréhension et d’insécurité. Il faut donc apprendre à l’individu à s’ouvrir sur ses peurs et à l’autre, d’accueillir cette peur et de rassurer l'individu.
- La suppression expressive : cela peut renvoyer à la non-reconnaissance, la non-expression ou le déni des émotions, installant une communication ambiguë, faite de sous-entendus.

#### Objectifs
Le but du travail, selon Duriez (2017), est de pousser les membres de la famille, par l’analyse et la modification des stratégies de régulation de chacun, à être plus à l’écoute et ouverts aux fonctionnements des uns et des autres, tout en respectant et écoutant leurs propres besoins.
Bloch (2011), dans son étude, a montré l'efficacité de l’EFFT (Emotionally Focused Family Therapy) dans le cas où il s’agit d’un adolescent qui a des comportements symptomatiques. L’étude de cas présente une adolescente de 13 ans qui a des antécédents de symptômes dépressifs avec notamment de l’auto-agressivité. Par le biais de l’EFT, le thérapeute va permettre de créer une relation plus positive entre l’adolescente et ses parents qui seront alors plus à l’écoute des besoins de leur fille. De plus, ces séances d’EFFT vont aider l’adolescente à développer ses capacités d’extériorisation de ses émotions, celle-ci sera alors plus à même d’exprimer à ses parents ce qu’elle ressent.
L'EFT est donc une thérapie qui vise à traiter l’ensemble de la famille comme un système « dysfonctionnel » dans lequel il faut travailler sur les processus émotionnels non-adaptés.

## Applications
L'EFT peut être appliquée à un large éventail de population. En effet, elle inclut à la fois l'activation et la régulation des émotions. De ce fait, elle peut être utile pour les individus ayant des problèmes allant des troubles affectifs aux traumatismes en passant par les troubles de la personnalité en modifiant l'accent mis sur le processus relationnel et l'activation et la régulation des émotions. En revanche, l'EFT n'est pas applicable en tant que première forme d'intervention auprès de personnes atteintes d'une déficience fonctionnelle grave, lorsque la déficience doit être gérée et réglementée sur le plan comportemental ou neurochimique, avant que les émotions sous-jacentes ne soient concentrées.
L'EFT a été appliquée et évaluée sur de larges populations cliniques, incluant les personnes souffrant de troubles anxieux, de traumatismes et de troubles de l'alimentation, avec des résultats initiaux prometteurs. De plus, elle est applicable de manière transculturelle. Les applications thérapeutiques individuelles et de couple de l'EFT ont continué à se développer. En effet, des progrès théoriques et empiriques significatifs ont été réalisés dans la compréhension de la manière dont le changement se produit.

### Traumatisme
C'est Eva Metzger Brown (1998) qui développe l’importance de la régulation émotionnelle dans la transmission du trauma au sein de la famille. Pour elle, le trauma vient affecter la disponibilité des parents, soit de manière concrète (par un deuil, une perte matérielle, une absence, etc.) soit de manière affective (ou les deux), ce qui rend les parents moins aptes à percevoir et à répondre efficacement aux besoins affectifs, de sécurité et d’attachement de l’enfant. C’est ce qu’elle nomme le concept de perte.
Ce concept de perte est repris par Pauline Bross (1999) qui développe la notion de « perte ambiguë ». Le parent est présent psychiquement mais physiquement absent, ou inversement, ce qui est vécu comme un paradoxe pour la famille qui voit le membre présent mais non disponible affectivement. Cette perte ambiguë, du fait de l’absence/présence, rend le deuil impossible, rendant ambiguë la perception des liens et de leur permanence. C’est ce type d’alternance absence/présence affective qui va mener à un type d’attachement insécure désorganisé. Ce type d’attachement va forcer l’enfant à réguler ses émotions par le déni et l’impuissance apprise (Baron, 1995). Cette non-communication va pousser l’enfant à imaginer le trauma ou les raisons de l’absence, et se les représenter. Cette représentation peut être bien souvent beaucoup plus délétère que le trauma en lui-même.
Dans le cadre de l'EFT, il faut donc dénouer ces non-dits, réfléchir à la possibilité d'une thérapie individuelle pour le membre non disponible affectivement, analyser la façon d'être des parents (dans leur régulation de leurs émotions mais aussi celle des autres membres), remplacer les comportements inadaptés renforçant le cercle vicieux par des comportements plus sains et prenant plus en compte les besoins des autres membres du système.

### Dépression
Un sentiment d'incompréhension, d'inutilité au sein de l'entourage, des croyances du type « mes proches seraient mieux sans moi », ou encore une impression de perte de plaisir au contact de ses proches sont des symptômes fréquemment retrouvés chez les personnes souffrant de dépression. De la même manière, on retrouve souvent des troubles au sein du couple de l'individu déprimé, que ce soit une contagion des croyances et des humeurs dépressives, une sur-stimulation de la part du conjoint non-déprimé, ou encore un ras-le-bol du conjoint non déprimé envers les troubles de son partenaire. De plus, si l'on suit les théories de l'attachement, face au stress, l'individu va solliciter ses liens d'attachement (ici, le conjoint par exemple). C’est pourquoi des chercheurs ont alors proposé de traiter la dépression par le biais d’une thérapie de couple afin d'augmenter l'efficacité de la thérapie par le biais du lien affectif déjà en place, d'assurer une communication saine au sein d'un couple malmené par la pathologie et d'assurer un suivi au conjoint en « première ligne » de la maladie.
Une méta-analyse de Whisman, sur 10 études, a mis en évidence un lien entre la dépression et l'insatisfaction dans la relation de couple. Les résultats montrent que la présence de symptômes dépressifs semble être associée à l’insatisfaction conjugale. Weissman trouve également des liens entre les problèmes dans les relations conjugales et les symptômes de dépression majeure. Et même si la plupart des études s’appuient sur une approche cognitivo-comportementale de la thérapie de couple, la thérapie centrée sur les émotions dans le traitement de la dépression semble tout aussi efficace. Cela a notamment été démontré par Dessaulles et al. (2003), qui ont suivi des couples hétérosexuels dans lesquels la femme souffre de dépression majeure. Ils ont alors divisé ces couples en deux groupes, dont l’un où les femmes bénéficiaient uniquement d’un traitement médicamenteux tandis que l’autre groupe était accompagné à la fois par un traitement médicamenteux et par des séances d’EFT. Les résultats obtenus montrent qu’avec l’EFT les scores des femmes à l’Inventaire de Diagnostic de Dépression de Zimmerman et al., (1986) sont nettement moins élevés que pour les femmes qui n’ont eu qu’un traitement médicameteux et cela est d’autant plus vrai au cours des différentes évaluations. En effet, plus les femmes ont suivi de séances d’EFT, plus leurs scores à l’Inventaire de Diagnostic de Dépression est faible. Ainsi, l’EFT associé à la pharmacothérapie semble plus efficace qu’uniquement un traitement médicamenteux dans le cas d’une dépression majeure chez les femmes.

### Anxiété généralisée
Comme pour les symptômes de la dépression, des études ont mis en évidence un lien entre les symptômes de l’anxiété généralisée et la détresse conjugale (Whisman, 2007). Par ailleurs, l’anxiété généralisée a été étudiée par Zaider qui a suivi des couples durant 14 jours, dont les femmes étaient diagnostiquées comme souffrant d’anxiété généralisée. Les participants devaient remplir des questionnaires et tenir un journal chaque jour. Ainsi les résultats ont montré que les hommes rapportent être en état de détresse les mêmes jours que lorsque leurs compagnes disent se sentir très anxieuses. De plus les femmes disent que leurs compagnons jouent un rôle dans l’aggravation ou l’atténuation de leurs symptômes. Ainsi, une approche telle que l’EFT pour les couples semble pertinente dans le cas d’une anxiété généralisée où les femmes sont particulièrement anxieuses à propos de leur relation conjugale, puisque selon Priest l’EFT permettrait de changer le cycle de l’anxiété. En effet, l’EFT vise à apporter du changement dans la perception des comportements de chacun des partenaires qui peuvent être distordus notamment pour la personne avec le trouble d’anxiété généralisée qui est centrée sur les éventuelles menaces dans sa relation. Ainsi, en améliorant la relation conjugale, l’EFT permet de diminuer les symptômes liés à l’anxiété généralisée et de créer une relation où les partenaires sont à l’écoute des besoins de chacun.

### Trouble du comportement alimentaire
L'EFT peut également servir d'outils dans le traitement d'autres troubles, comme le démontre Robinson. En effet, cet auteur propose d'utiliser l'EFT, sous une forme familiale, pour traiter les troubles du comportement alimentaire (TCA) chez l'adolescent. Il montre que les principes thérapeutiques de l'EFT, se centrant sur l'analyse et la modification des mécanismes de régulation émotionnelle, sont particulièrement pertinents dans ce cadre. Cette approche du trouble permet de trouver les fonctions des TCA dans le fonctionnement de l'individu, car ce sont ces fonctions qui maintiennent les troubles dans le temps. Le but de l'EFT, dans ce cadre thérapeutique, est donc que chacun accède à ces fonctions, que ce soit l'adolescent ou les parents, afin de remplacer ces comportements problématiques par des comportements plus sains et moins dangereux pour la santé de l'adolescent. Cela peut également passer par le coaching émotionnel auprès des parents. Par ailleurs, l’EFT est également efficace pour les adultes dans le cas de TCA.

### Bien-être
Au travers des différentes formes de thérapies centrées sur les émotions, le travail principal est toujours, directement ou indirectement, lié aux relations sociales et à la qualité des relations sociales. Des individus plus communicants, plus à l'écoute des besoins des autres, ou sollicitant de manière optimale leurs proches auront invariablement de meilleures relations sociales. L'intérêt des thérapies centrées sur les émotions va au-delà des troubles (dépression, trouble du comportement alimentaire, trouble anxieux généralisé) pour lesquels cette thérapie a montré des résultats fiables, c'est-à-dire que l'EFT peut aussi être un moyen de gérer les problèmes relationnels, ainsi que le bien être des individus par une amélioration des relations sociales.
En effet, nous pourrions nous interroger sur les liens entre les relations sociales et le bien être. Des études, comme celle de Courtin et al., ont montré que l'isolement social était fortement lié à la dépression et aux problèmes cardiovasculaires. Une autre étude, de Sandberg-Thoma & Kamp Dush, a montré que des relations amoureuses occasionnelles et instables (« casual relationships ») étaient fortement liées à l'idéation suicidaire. Ainsi, au-delà des troubles diagnostiques, il semble exister un lien entre la qualité des relations sociales et le bien être. De ce fait, si la qualité des relations sociales détermine notre bien être, l'EFT, par ses techniques de modification de la régulation émotionnelle, produit indirectement du bien être, par l'amélioration de nos relations sociales.
La thérapie centrée sur les émotions est donc utilisée dans des cas pathologiques tels que les traumatismes, la dépression, l’anxiété généralisée et les troubles du comportement alimentaire mais il est tout à fait possible de mettre en place l’EFT pour améliorer le bien-être.

## Controverses
Comme c’est le cas de toutes les thérapies, l’EFT présente des forces mais également des faiblesses, notamment au point de vue méthodologique. Ce point a, entre autres, été mis en évidence par Patihis qui remet en doute les résultats avancés par Missirlian et al. (2005) dans leur étude portant sur les conséquences de la thérapie utilisée dans la dépression selon l’éveil émotionnel, le traitement perceptif et l’alliance thérapeutique. Leurs conclusions, quant au caractère prédicteur de l’éveil émotionnel sur la réduction de la dépression, s’avèrent finalement assez fragiles du fait d'une taille d’échantillon relativement faible et de la disparition de la relation de significativité après le réajustement des autres variables. Carryer et Greenberg ont alors approfondi ces recherches et ont pu découvrir que le traitement par les émotions dans le cas de dépression était prédicteur seulement à un certain seuil d’éveil ; celui-ci ne serait efficace qu’autour des 25 %.
De plus, la particularité de la thérapie axée sur l’émotion est de remplacer la réponse émotionnelle impliquant un comportement dysfonctionnel et induisant un mal-être et une souffrance chez l’individu. Pour autant, le modèle de mémoire intégrée démontre que ces changements chez la personne s’appuient sur bien plus de dimensions que celle de l’émotion. L’émotion est certes un aspect central du souvenir mais ferait également intervenir la mémoire autobiographique, les souvenirs propre au vécu de la personne ainsi que la mémoire sémantique. Ainsi, la thérapie serait largement plus efficace en prenant en compte les structures sémantiques associées au souvenir, à savoir les pensées et les interprétations, permettant de reconsolider en mémoire le souvenir transformé, alors plus acceptable pour la personne,.
Pour faire face aux situations stressantes, Lazarus et Folkman (1984) ont également mis en évidence une autre stratégie d’adaptation : la stratégie de coping axée sur le problème consistant à mettre en œuvre des solutions directes pour modifier les exigences de la situation. Plusieurs études, comparant le type de stratégie de coping utilisé en thérapie, mais aussi par rapport à un groupe n'ayant suivi aucune forme de thérapie, ont été menées et ont prouvé l’efficacité de tels accompagnements. Néanmoins, on trouve des résultats assez intéressants, comme une meilleure efficacité des traitements axés sur les problèmes pour les femmes, et à l'inverse une meilleure efficacité des traitements axés sur les émotions chez les hommes (Shut, Stroebe, van den Bout & de Keijser, 1997). Mais en termes de durée, si les effets de la psychothérapie sont relativement satisfaisants après un suivi d’un mois par rapport à celle axée sur le problème, ces résultats s’inverseraient de manière significative à 18 mois (Mc Queeney, Stanton & Sigmon, 1997).
On constate dans la littérature un manque d'études concernant l’application de l’EFT dans les milieux non-cliniques, par exemple dans le milieu professionnel. Sachant que la qualité des relations interpersonnelles est un déterminant pour se sentir identifié à son lieu de travail, l’application de l’EFT sur un milieu professionnel reste intéressant. Ainsi, même si au départ l’EFT est une thérapie qui vise une population clinique (personnes avec dépression, troubles alimentaires, problèmes de couple ou familiaux), les auteurs proposent des groupes d’accompagnement en milieu professionnel car ils considèrent qu’une des missions de l’EFT serait de propager la gestion et expression des émotions dans tous les milieux pour prendre conscience sur l’impact que cette thérapie pourrait avoir. Cependant, cela représente un risque dans le sens ou des thérapies autoproclamées « centrées sur l'émotion » sont couramment proposées sans appuyer son efficacité sur des preuves empiriques.
De ce fait, les principales critiques envers l’EFT sont surtout méthodologiques, notamment le manque de résultats probants dans certains domaines pathologiques et non-pathologiques.